# Půta Švihovský
Půta Švihovský z Ryzmberka, auch Půta II. Švihovský (deutsch Botho Schwihau von Riesenberg) (erstmals erwähnt 1472; † 21. Juli 1504 in Horažďovice), war ein böhmischer Adliger aus dem Geschlecht der Riesenberger.

## Leben
Er wurde in jungen Jahren zum höchsten Richter im Königreich Böhmen berufen und nahm das Amt zwanzig Jahre wahr. Gleichzeitig war er Hauptmann des Pilsener und Prachiner Kreises in Westböhmen. Durch Erbschaft gelangte er in den Besitz der Burg Rabí im Südwesten Böhmens. Er trieb den Ausbau der Festung voran und ließ diese um einen weiteren Mauerring erweitern.
Půta war gebildet, allerdings soll er grausam gewesen sein. Einer Sage nach soll er Bauarbeiter der Burg Švihov bei Klatovy unter dem Vorwand eines Festes in eine Scheune gelockt und lebendig verbrennen lassen, um sie um ihren Lohn zu betrügen. Herrisch trat er auch gegenüber dem niedrigen Adel auf und hasste alle Andersdenkenden, vor allem die Böhmischen Brüder. Als er starb, betrachteten es einige als Strafe Gottes. In der Burgkapelle von Schwiehau erinnerte durch Jahrhunderte eine Inschrift an der Brustwehr der Balustrade an ihn: Puta de Rizmberg et de Skala daus in Raby et in Svihov, Supremus judex regni Boh. ista aedificia fecit 1489. Seine Grabstätte befindet sich in der Kirche Mariä Himmelfahrt in Horažďovice.
Er war verheiratet mit Bohunka Mezeřícká von Lomnitz, aus einem mährischen Dynastengeschlecht, mit der er vier Kinder, Kateřina, Johanka, Břetislav, und Jindřich hatte.

## Wappen I
Gespalten. vorn Roth, ohne Bild, hinten in Blau drei silberne Balken,- Kleinod: geschlossener, hinten rother, vorn aber blauer mit drei silbernen Balken durchzogener Flug auf der Helmkrone; Decken: blau-silbern

## Wappen II
Geviertet; 1 und 4 in Silber ein schwarzer Adler; 2 und 3 Schild mit Wappen I – Kleinod und Decken wie bei I